# Майнінген (Австрія)
Майнінген (нім. Meiningen) — містечко та громада округу Фельдкірх в землі Форарльберг, Австрія. Майнінген лежить на висоті 425 м над рівнем моря і займає площу 5,37 км². Громада налічує 2035 мешканців. Густота населення 379/км².  
Округ Фельдкірх лежить на самому заході Австрії, на кордонах із Швейцарією та Ліхтенштейном. Це високорірний альпійський регіон. Населення округу, як і всього Форальбергу, розмовляє алеманським діалектом німецької мови, а тому ближче до швейцарців, ніж до населення більшої частини Австрії, яке розмовляє баварсько-австрійським діалектом. Округ, основною індустрією якого є туризм, має розвинуту мережу сполучення, численні гірськолижні траси й спортивні курорти з готелями та іншою інфраструктурою. 
|                                    |
| Майнінген на мапі округу та землі. |

Адреса управління громади: Schweizerstraße 58, 6812 Meiningen (Vorarlberg).
На 2003 рік у громаді було 138 школярів. Є також дитячий садок.

## Демографія
Історична динаміка населення міста за даними сайту Statistik Austria